# کریستیان گایی
کریستیان گایی (به فرانسوی: Christian Gailly) زادهٔ ۱۴ ژانویه ۱۹۴۳ در پاریس، نویسنده قرن بیستم میلادی اهل فرانسه است. از میان آثار متعدد او، دو رمان ابر قرمز (۲۰۰۰) و شبی در کلوب جاز (۲۰۰۱) برندهٔ جوایز ادبی شده و رمان پیشامد (۱۹۹۶) توسط آلن رنه با عنوان علف‌های وحشی به روی پرده سینما رفته‌است.

## کتاب‌ها
او بیش از پانزده کتاب دارد، که مهمترین آنها عبارتند از:
- پیشامد (۱۹۹۶)
- ابر قرمز (۲۰۰۰)
- شبی در کلوب جاز (۲۰۰۱)